# Кремера тема
Те́ма Кремера — тема в шаховій композиції в багатоходівці. Суть теми — для виграшу темпу білі жертвують свої пасивні фігури за принципом: одна фігура — один темп.

## Історія
Ідею запропонував в першій половині XX століття німецький шаховий композитор Адольф Кремер (23.03.1898 — 25.06.1972).
У початковій позиції на хід чорних є заготовлений мат, що підтверджує ілюзорна гра. Оскільки спочатку хід повинні зробити білі, то їм необхідно виграти у чорних темп, тобто домогтися, щоб в даній позиції черговість ходу була у чорних. Шляхом жертв своїх фігур, які не завантажені в матовій картині, білі домагаються цього, позиція активних білих фігур повторює початкову, але тепер черга чорних робити хід, в результаті наступає послаблення в позиції чорних і виникають мати.
Ідея дістала назву — тема Кремера.
|   | a | b | c | d | e | f | g | h |   |
| 8 | d6 білий кінь · g6 біла тура · a5 білий пішак · c5 чорний король · d5 білий слон · h5 чорний пішак · c4 білий пішак · h4 білий король · a3 чорний пішак · c3 білий пішак · f3 чорний пішак · h3 білий пішак · a2 білий пішак · f2 білий пішак · a1 біла тура · b1 чорний ферзь | d6 білий кінь · g6 біла тура · a5 білий пішак · c5 чорний король · d5 білий слон · h5 чорний пішак · c4 білий пішак · h4 білий король · a3 чорний пішак · c3 білий пішак · f3 чорний пішак · h3 білий пішак · a2 білий пішак · f2 білий пішак · a1 біла тура · b1 чорний ферзь | d6 білий кінь · g6 біла тура · a5 білий пішак · c5 чорний король · d5 білий слон · h5 чорний пішак · c4 білий пішак · h4 білий король · a3 чорний пішак · c3 білий пішак · f3 чорний пішак · h3 білий пішак · a2 білий пішак · f2 білий пішак · a1 біла тура · b1 чорний ферзь | d6 білий кінь · g6 біла тура · a5 білий пішак · c5 чорний король · d5 білий слон · h5 чорний пішак · c4 білий пішак · h4 білий король · a3 чорний пішак · c3 білий пішак · f3 чорний пішак · h3 білий пішак · a2 білий пішак · f2 білий пішак · a1 біла тура · b1 чорний ферзь | d6 білий кінь · g6 біла тура · a5 білий пішак · c5 чорний король · d5 білий слон · h5 чорний пішак · c4 білий пішак · h4 білий король · a3 чорний пішак · c3 білий пішак · f3 чорний пішак · h3 білий пішак · a2 білий пішак · f2 білий пішак · a1 біла тура · b1 чорний ферзь | d6 білий кінь · g6 біла тура · a5 білий пішак · c5 чорний король · d5 білий слон · h5 чорний пішак · c4 білий пішак · h4 білий король · a3 чорний пішак · c3 білий пішак · f3 чорний пішак · h3 білий пішак · a2 білий пішак · f2 білий пішак · a1 біла тура · b1 чорний ферзь | d6 білий кінь · g6 біла тура · a5 білий пішак · c5 чорний король · d5 білий слон · h5 чорний пішак · c4 білий пішак · h4 білий король · a3 чорний пішак · c3 білий пішак · f3 чорний пішак · h3 білий пішак · a2 білий пішак · f2 білий пішак · a1 біла тура · b1 чорний ферзь | d6 білий кінь · g6 біла тура · a5 білий пішак · c5 чорний король · d5 білий слон · h5 чорний пішак · c4 білий пішак · h4 білий король · a3 чорний пішак · c3 білий пішак · f3 чорний пішак · h3 білий пішак · a2 білий пішак · f2 білий пішак · a1 біла тура · b1 чорний ферзь | 8 |
| 7 | d6 білий кінь · g6 біла тура · a5 білий пішак · c5 чорний король · d5 білий слон · h5 чорний пішак · c4 білий пішак · h4 білий король · a3 чорний пішак · c3 білий пішак · f3 чорний пішак · h3 білий пішак · a2 білий пішак · f2 білий пішак · a1 біла тура · b1 чорний ферзь | d6 білий кінь · g6 біла тура · a5 білий пішак · c5 чорний король · d5 білий слон · h5 чорний пішак · c4 білий пішак · h4 білий король · a3 чорний пішак · c3 білий пішак · f3 чорний пішак · h3 білий пішак · a2 білий пішак · f2 білий пішак · a1 біла тура · b1 чорний ферзь | d6 білий кінь · g6 біла тура · a5 білий пішак · c5 чорний король · d5 білий слон · h5 чорний пішак · c4 білий пішак · h4 білий король · a3 чорний пішак · c3 білий пішак · f3 чорний пішак · h3 білий пішак · a2 білий пішак · f2 білий пішак · a1 біла тура · b1 чорний ферзь | d6 білий кінь · g6 біла тура · a5 білий пішак · c5 чорний король · d5 білий слон · h5 чорний пішак · c4 білий пішак · h4 білий король · a3 чорний пішак · c3 білий пішак · f3 чорний пішак · h3 білий пішак · a2 білий пішак · f2 білий пішак · a1 біла тура · b1 чорний ферзь | d6 білий кінь · g6 біла тура · a5 білий пішак · c5 чорний король · d5 білий слон · h5 чорний пішак · c4 білий пішак · h4 білий король · a3 чорний пішак · c3 білий пішак · f3 чорний пішак · h3 білий пішак · a2 білий пішак · f2 білий пішак · a1 біла тура · b1 чорний ферзь | d6 білий кінь · g6 біла тура · a5 білий пішак · c5 чорний король · d5 білий слон · h5 чорний пішак · c4 білий пішак · h4 білий король · a3 чорний пішак · c3 білий пішак · f3 чорний пішак · h3 білий пішак · a2 білий пішак · f2 білий пішак · a1 біла тура · b1 чорний ферзь | d6 білий кінь · g6 біла тура · a5 білий пішак · c5 чорний король · d5 білий слон · h5 чорний пішак · c4 білий пішак · h4 білий король · a3 чорний пішак · c3 білий пішак · f3 чорний пішак · h3 білий пішак · a2 білий пішак · f2 білий пішак · a1 біла тура · b1 чорний ферзь | d6 білий кінь · g6 біла тура · a5 білий пішак · c5 чорний король · d5 білий слон · h5 чорний пішак · c4 білий пішак · h4 білий король · a3 чорний пішак · c3 білий пішак · f3 чорний пішак · h3 білий пішак · a2 білий пішак · f2 білий пішак · a1 біла тура · b1 чорний ферзь | 7 |
| 6 | d6 білий кінь · g6 біла тура · a5 білий пішак · c5 чорний король · d5 білий слон · h5 чорний пішак · c4 білий пішак · h4 білий король · a3 чорний пішак · c3 білий пішак · f3 чорний пішак · h3 білий пішак · a2 білий пішак · f2 білий пішак · a1 біла тура · b1 чорний ферзь | d6 білий кінь · g6 біла тура · a5 білий пішак · c5 чорний король · d5 білий слон · h5 чорний пішак · c4 білий пішак · h4 білий король · a3 чорний пішак · c3 білий пішак · f3 чорний пішак · h3 білий пішак · a2 білий пішак · f2 білий пішак · a1 біла тура · b1 чорний ферзь | d6 білий кінь · g6 біла тура · a5 білий пішак · c5 чорний король · d5 білий слон · h5 чорний пішак · c4 білий пішак · h4 білий король · a3 чорний пішак · c3 білий пішак · f3 чорний пішак · h3 білий пішак · a2 білий пішак · f2 білий пішак · a1 біла тура · b1 чорний ферзь | d6 білий кінь · g6 біла тура · a5 білий пішак · c5 чорний король · d5 білий слон · h5 чорний пішак · c4 білий пішак · h4 білий король · a3 чорний пішак · c3 білий пішак · f3 чорний пішак · h3 білий пішак · a2 білий пішак · f2 білий пішак · a1 біла тура · b1 чорний ферзь | d6 білий кінь · g6 біла тура · a5 білий пішак · c5 чорний король · d5 білий слон · h5 чорний пішак · c4 білий пішак · h4 білий король · a3 чорний пішак · c3 білий пішак · f3 чорний пішак · h3 білий пішак · a2 білий пішак · f2 білий пішак · a1 біла тура · b1 чорний ферзь | d6 білий кінь · g6 біла тура · a5 білий пішак · c5 чорний король · d5 білий слон · h5 чорний пішак · c4 білий пішак · h4 білий король · a3 чорний пішак · c3 білий пішак · f3 чорний пішак · h3 білий пішак · a2 білий пішак · f2 білий пішак · a1 біла тура · b1 чорний ферзь | d6 білий кінь · g6 біла тура · a5 білий пішак · c5 чорний король · d5 білий слон · h5 чорний пішак · c4 білий пішак · h4 білий король · a3 чорний пішак · c3 білий пішак · f3 чорний пішак · h3 білий пішак · a2 білий пішак · f2 білий пішак · a1 біла тура · b1 чорний ферзь | d6 білий кінь · g6 біла тура · a5 білий пішак · c5 чорний король · d5 білий слон · h5 чорний пішак · c4 білий пішак · h4 білий король · a3 чорний пішак · c3 білий пішак · f3 чорний пішак · h3 білий пішак · a2 білий пішак · f2 білий пішак · a1 біла тура · b1 чорний ферзь | 6 |
| 5 | d6 білий кінь · g6 біла тура · a5 білий пішак · c5 чорний король · d5 білий слон · h5 чорний пішак · c4 білий пішак · h4 білий король · a3 чорний пішак · c3 білий пішак · f3 чорний пішак · h3 білий пішак · a2 білий пішак · f2 білий пішак · a1 біла тура · b1 чорний ферзь | d6 білий кінь · g6 біла тура · a5 білий пішак · c5 чорний король · d5 білий слон · h5 чорний пішак · c4 білий пішак · h4 білий король · a3 чорний пішак · c3 білий пішак · f3 чорний пішак · h3 білий пішак · a2 білий пішак · f2 білий пішак · a1 біла тура · b1 чорний ферзь | d6 білий кінь · g6 біла тура · a5 білий пішак · c5 чорний король · d5 білий слон · h5 чорний пішак · c4 білий пішак · h4 білий король · a3 чорний пішак · c3 білий пішак · f3 чорний пішак · h3 білий пішак · a2 білий пішак · f2 білий пішак · a1 біла тура · b1 чорний ферзь | d6 білий кінь · g6 біла тура · a5 білий пішак · c5 чорний король · d5 білий слон · h5 чорний пішак · c4 білий пішак · h4 білий король · a3 чорний пішак · c3 білий пішак · f3 чорний пішак · h3 білий пішак · a2 білий пішак · f2 білий пішак · a1 біла тура · b1 чорний ферзь | d6 білий кінь · g6 біла тура · a5 білий пішак · c5 чорний король · d5 білий слон · h5 чорний пішак · c4 білий пішак · h4 білий король · a3 чорний пішак · c3 білий пішак · f3 чорний пішак · h3 білий пішак · a2 білий пішак · f2 білий пішак · a1 біла тура · b1 чорний ферзь | d6 білий кінь · g6 біла тура · a5 білий пішак · c5 чорний король · d5 білий слон · h5 чорний пішак · c4 білий пішак · h4 білий король · a3 чорний пішак · c3 білий пішак · f3 чорний пішак · h3 білий пішак · a2 білий пішак · f2 білий пішак · a1 біла тура · b1 чорний ферзь | d6 білий кінь · g6 біла тура · a5 білий пішак · c5 чорний король · d5 білий слон · h5 чорний пішак · c4 білий пішак · h4 білий король · a3 чорний пішак · c3 білий пішак · f3 чорний пішак · h3 білий пішак · a2 білий пішак · f2 білий пішак · a1 біла тура · b1 чорний ферзь | d6 білий кінь · g6 біла тура · a5 білий пішак · c5 чорний король · d5 білий слон · h5 чорний пішак · c4 білий пішак · h4 білий король · a3 чорний пішак · c3 білий пішак · f3 чорний пішак · h3 білий пішак · a2 білий пішак · f2 білий пішак · a1 біла тура · b1 чорний ферзь | 5 |
| 4 | d6 білий кінь · g6 біла тура · a5 білий пішак · c5 чорний король · d5 білий слон · h5 чорний пішак · c4 білий пішак · h4 білий король · a3 чорний пішак · c3 білий пішак · f3 чорний пішак · h3 білий пішак · a2 білий пішак · f2 білий пішак · a1 біла тура · b1 чорний ферзь | d6 білий кінь · g6 біла тура · a5 білий пішак · c5 чорний король · d5 білий слон · h5 чорний пішак · c4 білий пішак · h4 білий король · a3 чорний пішак · c3 білий пішак · f3 чорний пішак · h3 білий пішак · a2 білий пішак · f2 білий пішак · a1 біла тура · b1 чорний ферзь | d6 білий кінь · g6 біла тура · a5 білий пішак · c5 чорний король · d5 білий слон · h5 чорний пішак · c4 білий пішак · h4 білий король · a3 чорний пішак · c3 білий пішак · f3 чорний пішак · h3 білий пішак · a2 білий пішак · f2 білий пішак · a1 біла тура · b1 чорний ферзь | d6 білий кінь · g6 біла тура · a5 білий пішак · c5 чорний король · d5 білий слон · h5 чорний пішак · c4 білий пішак · h4 білий король · a3 чорний пішак · c3 білий пішак · f3 чорний пішак · h3 білий пішак · a2 білий пішак · f2 білий пішак · a1 біла тура · b1 чорний ферзь | d6 білий кінь · g6 біла тура · a5 білий пішак · c5 чорний король · d5 білий слон · h5 чорний пішак · c4 білий пішак · h4 білий король · a3 чорний пішак · c3 білий пішак · f3 чорний пішак · h3 білий пішак · a2 білий пішак · f2 білий пішак · a1 біла тура · b1 чорний ферзь | d6 білий кінь · g6 біла тура · a5 білий пішак · c5 чорний король · d5 білий слон · h5 чорний пішак · c4 білий пішак · h4 білий король · a3 чорний пішак · c3 білий пішак · f3 чорний пішак · h3 білий пішак · a2 білий пішак · f2 білий пішак · a1 біла тура · b1 чорний ферзь | d6 білий кінь · g6 біла тура · a5 білий пішак · c5 чорний король · d5 білий слон · h5 чорний пішак · c4 білий пішак · h4 білий король · a3 чорний пішак · c3 білий пішак · f3 чорний пішак · h3 білий пішак · a2 білий пішак · f2 білий пішак · a1 біла тура · b1 чорний ферзь | d6 білий кінь · g6 біла тура · a5 білий пішак · c5 чорний король · d5 білий слон · h5 чорний пішак · c4 білий пішак · h4 білий король · a3 чорний пішак · c3 білий пішак · f3 чорний пішак · h3 білий пішак · a2 білий пішак · f2 білий пішак · a1 біла тура · b1 чорний ферзь | 4 |
| 3 | d6 білий кінь · g6 біла тура · a5 білий пішак · c5 чорний король · d5 білий слон · h5 чорний пішак · c4 білий пішак · h4 білий король · a3 чорний пішак · c3 білий пішак · f3 чорний пішак · h3 білий пішак · a2 білий пішак · f2 білий пішак · a1 біла тура · b1 чорний ферзь | d6 білий кінь · g6 біла тура · a5 білий пішак · c5 чорний король · d5 білий слон · h5 чорний пішак · c4 білий пішак · h4 білий король · a3 чорний пішак · c3 білий пішак · f3 чорний пішак · h3 білий пішак · a2 білий пішак · f2 білий пішак · a1 біла тура · b1 чорний ферзь | d6 білий кінь · g6 біла тура · a5 білий пішак · c5 чорний король · d5 білий слон · h5 чорний пішак · c4 білий пішак · h4 білий король · a3 чорний пішак · c3 білий пішак · f3 чорний пішак · h3 білий пішак · a2 білий пішак · f2 білий пішак · a1 біла тура · b1 чорний ферзь | d6 білий кінь · g6 біла тура · a5 білий пішак · c5 чорний король · d5 білий слон · h5 чорний пішак · c4 білий пішак · h4 білий король · a3 чорний пішак · c3 білий пішак · f3 чорний пішак · h3 білий пішак · a2 білий пішак · f2 білий пішак · a1 біла тура · b1 чорний ферзь | d6 білий кінь · g6 біла тура · a5 білий пішак · c5 чорний король · d5 білий слон · h5 чорний пішак · c4 білий пішак · h4 білий король · a3 чорний пішак · c3 білий пішак · f3 чорний пішак · h3 білий пішак · a2 білий пішак · f2 білий пішак · a1 біла тура · b1 чорний ферзь | d6 білий кінь · g6 біла тура · a5 білий пішак · c5 чорний король · d5 білий слон · h5 чорний пішак · c4 білий пішак · h4 білий король · a3 чорний пішак · c3 білий пішак · f3 чорний пішак · h3 білий пішак · a2 білий пішак · f2 білий пішак · a1 біла тура · b1 чорний ферзь | d6 білий кінь · g6 біла тура · a5 білий пішак · c5 чорний король · d5 білий слон · h5 чорний пішак · c4 білий пішак · h4 білий король · a3 чорний пішак · c3 білий пішак · f3 чорний пішак · h3 білий пішак · a2 білий пішак · f2 білий пішак · a1 біла тура · b1 чорний ферзь | d6 білий кінь · g6 біла тура · a5 білий пішак · c5 чорний король · d5 білий слон · h5 чорний пішак · c4 білий пішак · h4 білий король · a3 чорний пішак · c3 білий пішак · f3 чорний пішак · h3 білий пішак · a2 білий пішак · f2 білий пішак · a1 біла тура · b1 чорний ферзь | 3 |
| 2 | d6 білий кінь · g6 біла тура · a5 білий пішак · c5 чорний король · d5 білий слон · h5 чорний пішак · c4 білий пішак · h4 білий король · a3 чорний пішак · c3 білий пішак · f3 чорний пішак · h3 білий пішак · a2 білий пішак · f2 білий пішак · a1 біла тура · b1 чорний ферзь | d6 білий кінь · g6 біла тура · a5 білий пішак · c5 чорний король · d5 білий слон · h5 чорний пішак · c4 білий пішак · h4 білий король · a3 чорний пішак · c3 білий пішак · f3 чорний пішак · h3 білий пішак · a2 білий пішак · f2 білий пішак · a1 біла тура · b1 чорний ферзь | d6 білий кінь · g6 біла тура · a5 білий пішак · c5 чорний король · d5 білий слон · h5 чорний пішак · c4 білий пішак · h4 білий король · a3 чорний пішак · c3 білий пішак · f3 чорний пішак · h3 білий пішак · a2 білий пішак · f2 білий пішак · a1 біла тура · b1 чорний ферзь | d6 білий кінь · g6 біла тура · a5 білий пішак · c5 чорний король · d5 білий слон · h5 чорний пішак · c4 білий пішак · h4 білий король · a3 чорний пішак · c3 білий пішак · f3 чорний пішак · h3 білий пішак · a2 білий пішак · f2 білий пішак · a1 біла тура · b1 чорний ферзь | d6 білий кінь · g6 біла тура · a5 білий пішак · c5 чорний король · d5 білий слон · h5 чорний пішак · c4 білий пішак · h4 білий король · a3 чорний пішак · c3 білий пішак · f3 чорний пішак · h3 білий пішак · a2 білий пішак · f2 білий пішак · a1 біла тура · b1 чорний ферзь | d6 білий кінь · g6 біла тура · a5 білий пішак · c5 чорний король · d5 білий слон · h5 чорний пішак · c4 білий пішак · h4 білий король · a3 чорний пішак · c3 білий пішак · f3 чорний пішак · h3 білий пішак · a2 білий пішак · f2 білий пішак · a1 біла тура · b1 чорний ферзь | d6 білий кінь · g6 біла тура · a5 білий пішак · c5 чорний король · d5 білий слон · h5 чорний пішак · c4 білий пішак · h4 білий король · a3 чорний пішак · c3 білий пішак · f3 чорний пішак · h3 білий пішак · a2 білий пішак · f2 білий пішак · a1 біла тура · b1 чорний ферзь | d6 білий кінь · g6 біла тура · a5 білий пішак · c5 чорний король · d5 білий слон · h5 чорний пішак · c4 білий пішак · h4 білий король · a3 чорний пішак · c3 білий пішак · f3 чорний пішак · h3 білий пішак · a2 білий пішак · f2 білий пішак · a1 біла тура · b1 чорний ферзь | 2 |
| 1 | d6 білий кінь · g6 біла тура · a5 білий пішак · c5 чорний король · d5 білий слон · h5 чорний пішак · c4 білий пішак · h4 білий король · a3 чорний пішак · c3 білий пішак · f3 чорний пішак · h3 білий пішак · a2 білий пішак · f2 білий пішак · a1 біла тура · b1 чорний ферзь | d6 білий кінь · g6 біла тура · a5 білий пішак · c5 чорний король · d5 білий слон · h5 чорний пішак · c4 білий пішак · h4 білий король · a3 чорний пішак · c3 білий пішак · f3 чорний пішак · h3 білий пішак · a2 білий пішак · f2 білий пішак · a1 біла тура · b1 чорний ферзь | d6 білий кінь · g6 біла тура · a5 білий пішак · c5 чорний король · d5 білий слон · h5 чорний пішак · c4 білий пішак · h4 білий король · a3 чорний пішак · c3 білий пішак · f3 чорний пішак · h3 білий пішак · a2 білий пішак · f2 білий пішак · a1 біла тура · b1 чорний ферзь | d6 білий кінь · g6 біла тура · a5 білий пішак · c5 чорний король · d5 білий слон · h5 чорний пішак · c4 білий пішак · h4 білий король · a3 чорний пішак · c3 білий пішак · f3 чорний пішак · h3 білий пішак · a2 білий пішак · f2 білий пішак · a1 біла тура · b1 чорний ферзь | d6 білий кінь · g6 біла тура · a5 білий пішак · c5 чорний король · d5 білий слон · h5 чорний пішак · c4 білий пішак · h4 білий король · a3 чорний пішак · c3 білий пішак · f3 чорний пішак · h3 білий пішак · a2 білий пішак · f2 білий пішак · a1 біла тура · b1 чорний ферзь | d6 білий кінь · g6 біла тура · a5 білий пішак · c5 чорний король · d5 білий слон · h5 чорний пішак · c4 білий пішак · h4 білий король · a3 чорний пішак · c3 білий пішак · f3 чорний пішак · h3 білий пішак · a2 білий пішак · f2 білий пішак · a1 біла тура · b1 чорний ферзь | d6 білий кінь · g6 біла тура · a5 білий пішак · c5 чорний король · d5 білий слон · h5 чорний пішак · c4 білий пішак · h4 білий король · a3 чорний пішак · c3 білий пішак · f3 чорний пішак · h3 білий пішак · a2 білий пішак · f2 білий пішак · a1 біла тура · b1 чорний ферзь | d6 білий кінь · g6 біла тура · a5 білий пішак · c5 чорний король · d5 білий слон · h5 чорний пішак · c4 білий пішак · h4 білий король · a3 чорний пішак · c3 білий пішак · f3 чорний пішак · h3 білий пішак · a2 білий пішак · f2 білий пішак · a1 біла тура · b1 чорний ферзь | 1 |
|   | a | b | c | d | e | f | g | h |   |

FEN: 8/8/3N2R1/P1kB3p/2P4K/p1P2p1P/P4P2/Rq6
1. ...Qb8 2. Se4#
1. ... Qxg6 2. Sb7#
1. Rf6!  Qh7! 2. Rb1! (tempo) Qxb1 3. Rg6! (tempo) Qxg6 4. Sb7#